# Смолдзіно (Слупський повіт)
Смолдзіно (пол. Smołdzino) — село в Польщі, у гміні Смолдзіно Слупського повіту Поморського воєводства.
Населення — 947 осіб (2011).
У 1975-1998 роках село належало до Слупського воєводства.

## Демографія
Демографічна структура станом на 31 березня 2011 року:
|          | Загалом | Допрацездатний вік | Працездатний вік | Постпрацездатний вік |
| -------- | ------- | ------------------ | ---------------- | -------------------- |
| Чоловіки | 466     | 81                 | 350              | 35                   |
| Жінки    | 481     | 98                 | 306              | 77                   |
| Разом    | 947     | 179                | 656              | 112                  |